# Jenna Boyd
Jenna Michelle Boyd (Bedford (Texas), 4 maart 1993) is een Amerikaanse actrice.
Jenna Boyd verhuisde met haar moeder Deborah Lyn Cade en jongere broer Cayden Boyd, die ook een acteur is, van Texas naar Californië om een acteercarrière te beginnen. Na een paar kleine bijrollen op tv en in films, kwam haar doorbraak toen ze aangenomen werd in de film The Missing aan de zijde van Cate Blanchett. De prestaties van Boyd werden geprezen in de kritieken, hoewel de film zelf niet bijzonder goed was. In hetzelfde jaar verscheen Boyd in Dickie Roberts: Former Child Star.
Boyds hobby's zijn schaatsen en gitaarspelen.

## Filmografie
- The Hunted (2003) - Loretta Kravitz
- Dickie Roberts: Former Child Star (2003) - Sally Finney
- The Missing (2003) - Dot Gilkeson
- In an Instant (2005) - The Girl
- The Sisterhood of the Traveling Pants (2005) - Bailey Graffman
- Atypical (2017-) - Paige Hardaway

## TV-Filmografie
- The Geena Davis Show : Car Wash (2001) - kind
- Titus : Shannon's Song (2001) - jonge Shannon
- Just Shoot Me! : Christmas? Christmas! (2001) - Hannah Gallo
- Special Unit 2 : The Piper (2002) - stem
- Six Feet Under : The Secret (2002) - zevenjarig meisje
- CSI: Miami : Cross-Jurisdictions (Pilot) (2002) - Sasha Rittle
- CSI: Crime Scene Investigation : Cross-Jurisdictions (2002) - Sasha Rittle
- Mary Christmas (2002) - Felice Wallace
- Carnivàle : Milfay (2003) - Maddy Crane

## Herself-Filmografie
- New Frontiers: Making "The Missing" (2004) - zichzelf